# 李團居
李團居（1912年—2001年3月31日），別號耕誠，生於日治台灣臺北州文山郡石碇庄雙溪（今新北市石碇區雙溪），祖籍福建安溪，台灣商人，台北茶業公司、台灣養樂多公司與國際名立食品等多間企業創辦人。曾連任五屆台北市茶業公會理事長。

## 生平
15歲時自石碇公學校畢業，因家境不好，至台北市台北一中（今建國中學前身）校園工作，晚上就讀成淵中學。19歲時，經其學校老師介紹，進入三井農林株式會社工作。27歲時自建台北茶業公司，從事茶葉貿易。
1945年，日本投降，結束第二次世界大戰。國民政府接管台灣，在台日本人遭到遣送回國，李團居當時為他在生意上往來過的日本友人，皆準備了安家費，供他們回國後使用，在地方上獲得讚揚，也為日後與日本間的生意奠定了基礎。
1952年至1992年間，李團居連任五屆台北市茶業公會理事長。1970年代，日本大量進口台灣茶葉，李團居以他與日本商界間的良好人脈，推動台灣烏龍茶外銷。他也從日本引進各種食品，在台灣販賣。
1964年，與陳重光等商人合資，與日本養樂多本社合作，引進養樂多，設立台灣養樂多公司，任首任董事長。
1962年，美援會與台灣省麵粉公會合作，應用美援麵粉，在台灣推廣麵食。李團居與日清食品公司的安藤百福為好友。1968年，李團居在台北市關渡設廠，創立國際名立食品公司，向日清食品購買生產設備以及配方，引進雞絲口味泡麵在台灣生產，名為生力麵，為台灣第一款泡麵產品。他研發了泡麵專用的豆瓣醬，於1979年獲得行政院傑出食品企業家獎。

## 家庭
生有五個女兒，分別為李明香、李旭梨、李明齡、李六秀、李阿利。長子李道光，么子李道明。